# Ngong Ping 360

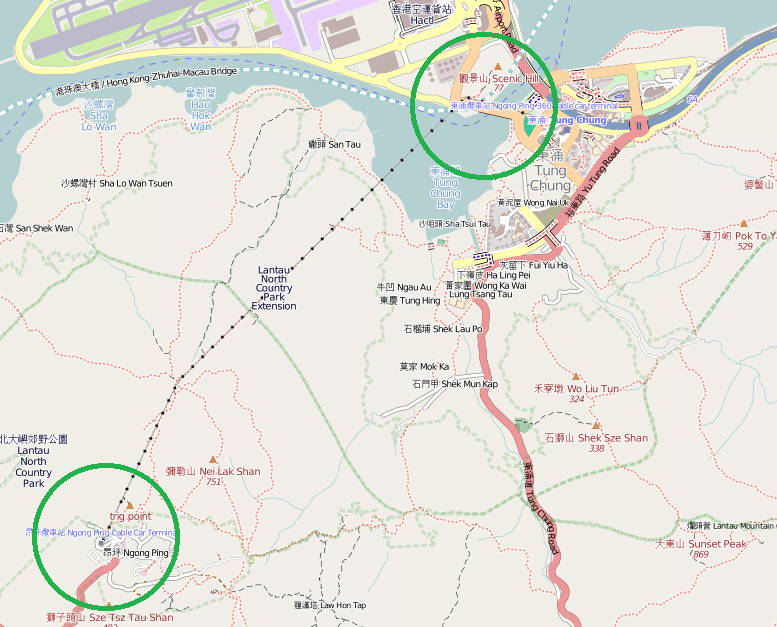
Routekaart

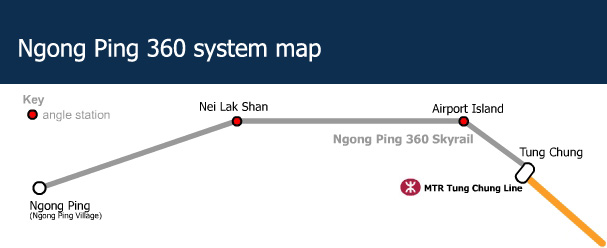
Kaart met stations

De Ngong Ping 360 (Standaardmandarijn: 昂坪360) is een toerismeproject op het eiland Lantau in Hongkong.
Het project stond eerst bekend als het Tung Chung Cable Car Project, voor het in april 2005 de merknaam Ngong Ping 360 verkreeg. Het project bestaat uit de Ngong Pingkabelbaan (Engels: Ngong Ping Cable Car) – een gondelbaan – en het Ngong Pingdorp, een winkel- en entertainmentcentrum naast het bovenste station van de kabelbaan.
Ngong Ping 360 verbindt Tung Chung met Ngong Ping. Het Po Linklooster en de Tian Tan Boeddha zijn vindbaar in Ngong Ping. Voor de opening van de Ngong Ping 360 was het alleen mogelijk om de top te bereiken door middel van een bergweg. De 360 wordt geëxploiteerd door de MTR Corporation.